# 防衛書記官
防衛書記官（ぼうえいしょきかん）は、自衛官以外の防衛省職員（文官）の官名のひとつ。防衛省設置法（昭和29年法律第164号）第10条第1項に基づき、防衛省本省の内部部局（内局）に置かれる。
防衛省設置法上は単に「書記官」であるが、辞令等では「防衛書記官」と称されていて、防衛庁時代は、「防衛庁書記官」と呼ばれていた。
防衛書記官は、防衛省設置法第10条第2項において、「命を受け、事務をつかさどる」と規定されている。同条第4項により、防衛書記官は、官房長、局長、内部部局の課長又は国家行政組織法第21条第3項に規定する職（局次長）若しくは同条第4項に規定する職（中二階級の総括整理職及び課長級の分掌職）のいずれかに充てられるとされており、他の中央省庁における本府省庁の課長級以上の事務官・技官に相当する。自衛官においては、将・将補・1佐に相当する。
なお、2009年（平成21年）8月1日に施行された「防衛省設置法等の一部を改正する法律」（平成21年法律第44号）による防衛参事官の廃止までは、官房長、局長には防衛参事官が充てられていたので、防衛書記官は、官房長、局長を除く、その他の課長級以上の職に充てられていた。
防衛書記官は防衛省本省の内部組織に属する防衛省職員に限られるため、地方協力本部、地方防衛局、防衛大学校や防衛医科大学校といった防衛省の施設等機関、特別の機関、地方支分部局および外局である防衛装備庁に異動した際には、転任、あるいは昇任したときでも防衛事務官あるいは防衛技官に転官する。また、本省内部部局以外の職に併任された場合は防衛書記官と防衛事務官あるいは防衛技官を併任することになる。